# Епархия Уилинга — Чарлстона

Герб епархии Уилинг-Чарлстона

Епархия Уилинг-Чарлстона (лат. Dioecesis Richmondiensis) — епархия Римско-Католической церкви с центром в городе Уилинг, включающая в себя весь штат Западная Виргиния, США. Епархия Уилинг-Чарлстона входит в архиепархию Балтимора.

## Храмы епархии
Кафедральным собором епархии Уилинг-Чарлстона является собор святого Иосифа. В городе Чарлстоне находится сокафедральный собор Святейшего Сердца Иисуса, имеющий статус малой базилики.
Храмы епархии:
- Церковь святого Петра в Харперс-Ферри.
- Церковь святого Франциска Ксаверия в Паркесберге.

## История
19 июля 1850 года Святой Престол учредил епархию Уилинга, выделив её из епархии Ричмонда. Изначальные границы епархии были определены Аллеганскими горами. Она включала в себя почти весь будущий штат Западная Виргиния и ещё 17 округов современной Виргинии. Границы сформированного в 1863 году штата Западная Виргиния и епархии различались почти 100 лет — 21 августа 1974 года епархия Уилинга была переименована в епархию Уилинг-Чарлстона, а границы были изменены в соответствии с административным делением на штаты.

## Ординарии епархии
- епископ Ричард Винсент Уилан (23.07.1850 — 07.07.1874)
- епископ Джон Джозеф Кейн (12.02.1875 — 21.05.1893) — назначен епископом-коадъютором, позднее назначен архиепископом Сент-Луиса
- епископ Патрик Джеймс Донахью (22.01.1894 — 04.10.1922)
- епископ Джон Джозеф Суинт (11.12.1922 — 23.11.1962) — с 1954 — архиепископ
- епископ Джозеф Ховард Ходжес (23.11.1962 — 27.01.1985)
- епископ Фрэнсис Байбл Шульте (04.06.1985 — 06.12.1988) — назначен архиепископом Нового Орлеана
- епископ Бернард Уильям Шмитт (29.03.1989 — 09.12.2004)
- епископ Майкл Джозеф Брансфилд (09.12.2004 — 13.09.2018)
- епископ Марк Эдвард Бреннан[англ.] (с 23.07.2019)